# 西村理香
西村理香（日语：西村 理香，にしむら りか，1979年—），於日本活躍的泰裔少女模特兒。

## 背景
1980年代初，日本漫畫業界出現了一股蘿莉控熱潮，同時少女裸體寫真集在市場上亦有著龐大的需求和供應。不過在1985年8月10日發售的《Hey! Buddy》9月増刊號《蘿莉控LAND 8》（ロリコンランド8）被警視廳保安一課下令回收禁售。宮崎勤事件亦使大眾對於蘿莉控等事物產生道德恐慌。此後業界則開始陷入低迷。不過在1990年代，新進攝影家力武靖開始聘用東南亞模特兒，籍此出版寫真集。
力武靖在收到只要前往泰國北部的清邁，就可以拍攝少女裸體的消息之後，便前往清邁夜市，在那逗留了一段時間。而力武靖在把有關目的告訴當地的紀念品店老闆之後，他便安排一些少女坐在皮卡車的貨艙，从少數民族的村落駛回力武那处。接著力武靖便為那些少女拍攝裸照，並買了一塊地作攝影場地。而西村理香就是他的其中一位寫真模特兒。

## 生平
她於1990年代開始成為日本的少女裸體模特兒，並因此獲得了一定人氣度，有關情況能跟於1980年代出道的倉橋望、諏訪野紗織、澤井由實相提並論。
西村理香在11-16歲期間一直擔任力武靖的寫真模特兒，籍此出版一系列的寫真集和视频。《觉悟之前》（目覚める前に）為其出道作。當時其個人資料沒有得到披露。力武靖曾這樣形容當時情況：「得到拍攝許可時，我高興得快要上天。這位美少女就是我的理想。在她說要停之前我會不斷拍下[她的身姿]」。雙月刊《Alice Club》之後把她的真名、國籍、特長刊出。由於她的外表出眾，故亦吸引了不少支持者。
她在泰國家境不幸——父親整天沉迷於酒精，母親則離家出走。自己差點因此而需要賣身，不過她在這個時候遇上了力武靖。在他與理香的親戚交涉之後，伯母终答應會收留她。但作為條件，她要每個月皆去給力武靖拍攝裸體寫真。此一約定在西村成年之前一直有效。此後她便以裸體模特兒的身份於日本小有名氣，她的寫真集亦在互聯網的傳播之下擴散至日本以外的地方。
2004年之後，她亦以成年模特兒的身份來拍攝幾部寫真。
1999年11月1日，日本開始實施《兒童買春、兒童色情關係行為等處罰及兒童保護等相關法律》，令刊有兒童裸體的寫真集不能夠正式發行。在法例實施的前夕，不少人為了買她的作品而排隊。2004年5月，力武靖把她沒有裸露胸部和陰部的照片集合成《傳說的美少女 西村理香》出版。结果由於相關作品人氣太高的關係，令出版社曾一度需在亚马逊上宣稱「由於太多人買的關係，故不知需要多少週才能[把寫真集]交貨」。

## 作品

### 寫真集
| 日期      | 名稱           | 出版社           | ISBN               | 備註                                                     |
| --------- | -------------- | ---------------- | ------------------ | -------------------------------------------------------- |
| 1994年    |                | 力武靖寫真事務所 | ISBN 4-915979-02-4 |                                                          |
| 1995年    |                |                  |                    | 跟三浦佳代子共演                                         |
| 1996年    |                |                  |                    | 跟三浦佳代子、湯澤厚子、新井真美、島澤智子、大野彌生共演 |
| 1996年    | 百万レムの視線 | 力武靖寫真事務所 | ISBN 4-915979-10-5 | 包含從其他模特兒的寫真集轉過來的照片                     |
| 1998年1月 | SixYears11･12  | 力武靖寫真事務所 |                    |                                                          |
| 1998年1月 | SixYears13･14  | 力武靖寫真事務所 |                    |                                                          |
| 1998年1月 | SixYears15･16  | 力武靖寫真事務所 |                    |                                                          |
| 1998年1月 | SixYears       | 力武靖寫真事務所 |                    |                                                          |
| 1998年    |                | 力武靖寫真事務所 |                    | 包含多個模特兒的照片                                     |
| 1999年    |                | 三和出版         |                    |                                                          |
| 2005年3月 |                | 三和出版         | ISBN 4776900785    | 攝影時已滿22歲                                           |

### 影片寫真
| 日期   | 名稱                  | 備註                     |
| ------ | --------------------- | ------------------------ |
| 1994年 |                       | 跟寫真集《》一併進行製作 |
| 2005年 | 西村理香22歳 女神転生 |                          |

## 參见
- 日本少女裸體寫真集

## 引用
1. 1 2 3  高月靖. . バジリコ. 2009: 74. ISBN 978-4-86238-151-4.
2. ↑  傑森·湯普森（Jason Thompson）. . Del Rey Books. 2007年10月9日: 第258頁至第592頁. ISBN 978-0345485908.
3. ↑  青山正明. . 宝島30: 164 – 168.   [2020-08-16]. （原始内容存档于2021-02-01）.
4. ↑  . 読売新聞・東京夕刊. 1985-09-19: 19.
5. ↑  ばるぼら. . WEBスナイパー（大洋図書Web事業部）. 2008-11-16  [2018-09-21]. （原始内容存档于2020-06-28）.
6. ↑  Gravett, Paul. . . Laurence King Publishing. 2004: 136. ISBN 1-85669-391-0.
7. ↑  高月靖. . バジリコ. 2009-10-26: 65. ISBN 978-4-86238-151-4.
8. ↑  燈籠水手服熱潮和作品禁止露毛的規定皆使得成人向色情書刊有一定市場。
9. ↑  川本 2011，第174-176頁.
10. ↑  川本 2011，第176-177頁.
11. ↑  力武靖. . 西村理香. 力武靖写真事務所. 1998. ISBN 4-915979-15-6.
12. ↑   . 熱烈投稿. Vol. 15 no. 6 (少年出版社). 1999-06-01.
13. ↑  力武靖.  . 力武靖写真事務所. 1996. ISBN 4-915979-10-5.
14. ↑  高月 2009，第74頁.
15. ↑  川本 2011，第177頁.
16. ↑  川本 2011，第190頁.
17. ↑  川本 2011，第178頁.

### 書刊
- 高月靖. . バジリコ. 2009. ISBN 4862381510.
- 川本耕次. . 筑摩書房. 2011. ISBN 4480066314.